# 이에 제도
이에 제도(일본어: 家制度 이에세이도[*])는 메이지 민법에서 채용한 가족 제도로, 호주(戸主)를 중심으로 그와 가까운 친족관계가 있는 사람들을 한 집(一家, 일가)에 속하게 하여 호주에게 이에(家, 가)의 통솔권한을 부여한 제도이다. 에도 시대(江戸時代)에 발달한 무사 계급의 가부장적 가족 제도를 기반으로 하고 있다.

## 이에(家)의 개념
이에(家)는 호주와 가족으로 구성된다. 호주는 집의 통솔자이며, 가족은 그를 구성하는 자들 중 호주가 아닌 사람들을 일컫는다.
한 이에(一家, 일가)는 한 호적에 등록된다. 즉, 일가에 속하는지 여부의 증명은 그 집의 호적에 기재돼 있는 사람인지 여부로 하게 된다. 당시 일본 민법의 조문인 "아버지의 이에(家)에 들어간다(父ノ家ニ入ル).", "이에(家)를 나간다(家ヲ去リタル)."는 표현은 호적상 각각 "아버지의 이에(家)의 호적에 입적한다.", "이에(家)의 호적으로부터 제적한다."는 의미를 지닌다.
1947년 5월 3일 '일본국헌법의 시행에 따른 민법의 응급적 조치에 관한 법률'(법률 제74호)에 의해 3대호적이 금지(3대 이상의 친족이 한 호적에 기재되지 않는 제도. 단, 손자를 양자로 입양하는 경우는 제외)되기 전 '이에(家) 제도'에서 일가의 구성원은 두 세대로 한정되어 있지 않았다.

## 호주권 및 호주의 의무
호주는 집의 통솔권자로서의 신분을 가진 자로, 호적상으로는 맨앞(筆頭, 필두)에 기재되었다. 이 때문에 호적은 호주의 성명(氏名, 씨명)과 본적(本籍)으로 특정되었다.
호주는 집의 통솔권자로서 가족에 대한 부양의무(단, 배우자·직계비속·직계존속 간 부양의무에 대해선 후순위)를 지며, 주로 아래와 같은 권능(호주권)을 가졌다.
- 가족의 혼인, 입양에 대한 동의권
- 가족의 입적, 제적에 대한 동의권(단, 법률상 당연히 입적·제적이 이뤄지는 경우는 제외함) 및 가족의 거주지 지정권
- 가족이 호주의 동의 없이 거주지를 정한 경우나 혼인·입양한 경우에 있어서의 가적배제권(家籍排除権)

## 호주의 지위승계ㅡ가독상속(家督相續)
호주의 지위는 호주의 재산권과 함께 가독상속이란 제도에 따라 승계된다. 호주의 지위승계는 상속의 한 형태였지만, 호주의 사망 외에도 은거·국적상실 등의 이유로도 승계되었다. 또한, 집의 통솔자로서의 지위를 승계하는 것이므로, 유산상속과는 달리 항상 단독상속이었다.
새 호주(家督相続人, 가독상속인)가 될 사람은 옛 호주와 같은 이에(家)에 속하는 사람(가족) 중에서 남자·적출(혼인 중의 출생자)·서출(혼인 외의 출생자)·여자·연장자, 옛 호주(被相續人, 피상속인)에 의하여 지정된 자, 옛 호주의 부모나 친족회에 의하여 선택된 자 등의 순위로 결정되는 것이었지만, 통상적으로는 장남이 가독상속인으로서 호주의 지위를 승계하였다.

## 이에(家)의 설립과 소멸
이에(家)는 분가·일가창립·폐절가재흥(廃絶家再興)을 원인으로 새로 설립되고, 폐가(廢家), 절가(絶家) 등을 원인으로 소멸되었다.

### 분가(分家)
어떤 이에(家)에 속하는 가족이 그 의사에 의하여 그 집으로부터 분리하여 새로이 이에(家)를 창립하는 것을 말한다. 본가(本家)의 통솔이라는 관점에서 분가하기 위하여는 호주의 동의가 필요했다.

### 일가창립(一家創立)
새로이 호주가 될 자의 의사와는 관계없이, 법률규정에 따라 당연히 이에(家)가 창립되는 경우를 말한다. 부모가 불명한 고아, 호주의 동의가 없어서 부모의 이에(家)에 입적하는 것이 불가능하게 된 비적출자(혼인 외의 출생자), 귀화한 외국인 등의 경우에는 이에(家)가 창립되어 호주가 됐다.

### 폐·절가재흥(廢絶家再興)
폐가(廢家), 절가(絶家)에 의하여 소멸한 이에(家)를 부활시키는 것을 말한다. 다른 이에(家)에 입적했던 사람이 이혼·파양 등이 있은 후 본래 이에(家)를 부활시키는 것으로, 가독상속이 아니기 때문에 오로지 가명(家名)을 승계하는 것에 의미가 있었다.

### 폐가(廃家)
호주가 혼인이나 입양 등의 이유로 다른 이에(家)에 들어가기 위하여 본래의 이에(家)를 소멸시키는 것을 말한다. 일가창립이나 분가에 의하여 호주가 된 자는 자유로이 폐가할 수 있었지만, 가독상속에 의하여 호주가 된 자가 폐가하는 경우에는 재판소의 허가를 받아야 했다.

### 절가(絶家)
가독상속인이 될 사람이 없어서 호주의 사망, 국적상실 등으로 이에(家)가 소멸하는 것을 말한다.

## 폐지된 이유
제2차 세계대전에서 패망한 일본은 1947년 5월 3일 새로운 헌법의 시행과 더불어 '일본국헌법의 시행에 따른 민법의 응급적 조치에 관한 법률'(법률 제74호)을 통과시켜, 3대 호적을 금지(호적에 기록하는 가족범위를 부부와 그들의 미혼자녀로 축소)하고 남녀불평등 규정들을 폐지하였다. 이는 호주를 중심으로 한 기존의 가부장적 이에(家)제도가 양성 평등에 기초한 새로운 헌법 정신에 저촉되었기 때문으로, 1948년 1월 1일에는 이에(家)제도에 기초했던 '호주와 가족' 규정을 전부 제거한 개정 민법(법률 제222호)과 호적법(법률 제224호)이 시행되었다.

## 같이 보기
- 대한민국 민법의 가 제도